# ثور بيوركلند

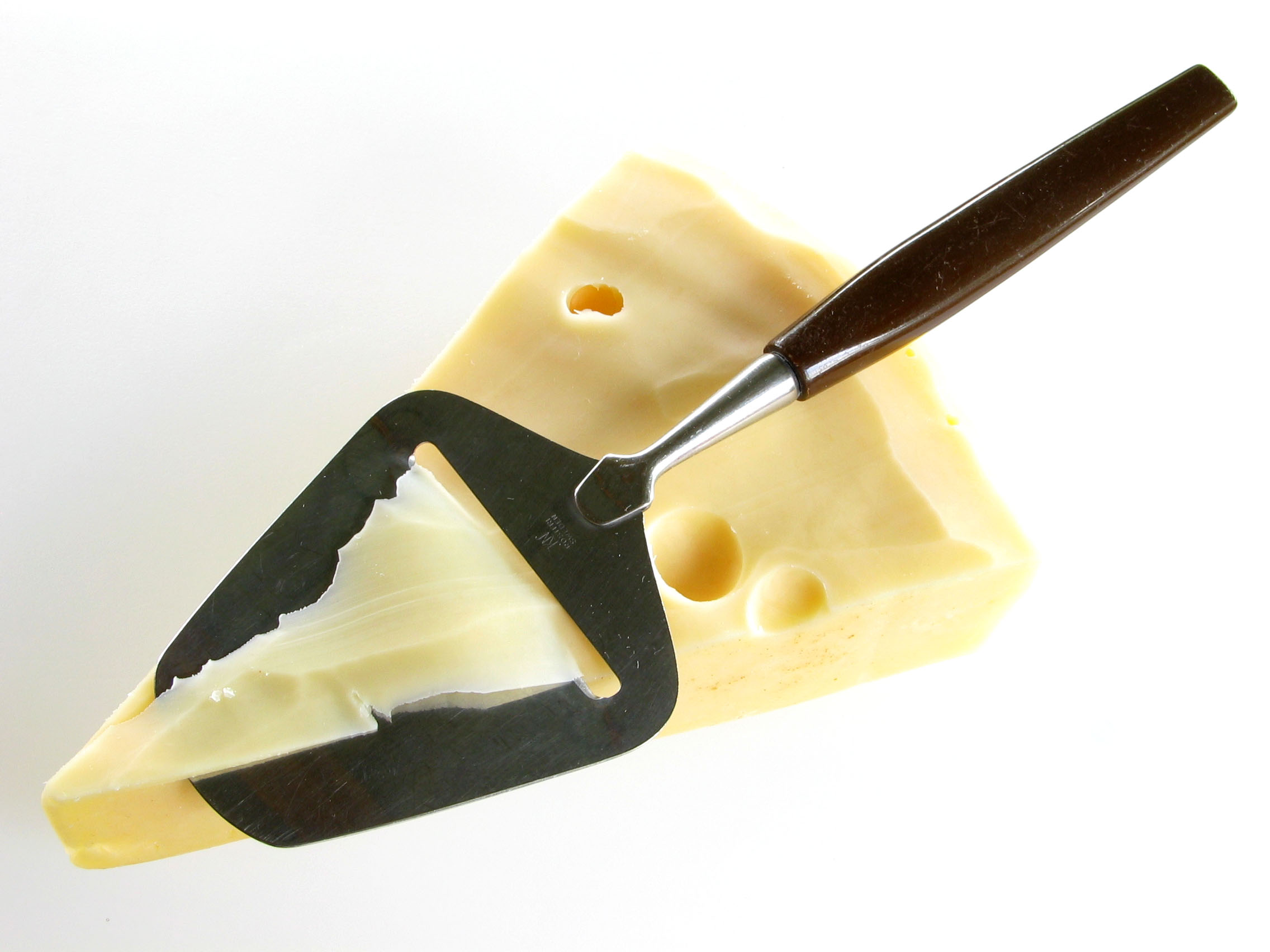
مبرشة الجبن

ثور بيوركلند (بالنرويجية: Thor Bjørklund‏) (30 أكتوبر 1889 - 8 ديسمبر 1975) مخترع ورجل أعمال نرويجي. اشتهر بكونه مخترع Ostehøvel، وهو جهاز تقطيع جبن الشهير تطور إلى منتج تصدير نرويجي مهم.   
ولد ثور بيوركلوند في ليلهامر، أوبلاند، النرويج. تم تدريبه كصانع خزائن. كما التحق بمدرسة الفنون والحرف في أوسلو. كان يعمل لبعض الوقت باعتباره معلم نجارة. بدأ في تجربة مسحج النجار على أمل أن يتمكن من إنشاء شيء مماثل لاستخدامه في المطبخ. نجح. بادئ ذي بدء بتصنيع شرائح الجبن من ورشة العمل الخاصة به، وفي 27 فبراير 1925، قام بإيداع براءة اختراع الشيء الموجود في معظم الأسر في بلدان الشمال الأوروبي.  
في عام 1927، بدأ الشركة المعروفة اليوم باسم ثور بيوركلند & سونر أي أس (Thor Bjørklund & Sønner AS). لا تزال الشركة تنتج شرائح الجبن في ليلهامر، وتعمل منذ 17 نوفمبر 2009، كشركة تابعة لـ Gudbrandsdal Industrier AS.  

## روابط خارجية
- ثور بيوركلند & سونر أي أس
- موقع Gudbrandsdal Industrier AS